# Sandro Guzmán
Sandro Daniel Guzmán (Morón, Buenos Aires, Argentina; 3 de agosto de 1971) es un exfutbolista argentino que jugaba como arquero. Jugó en Vélez Sarsfield, Boca Juniors, Deportivo Español, y tras un retiro momentáneo, pasó por All Boys, Atlético Tucumán, Miami Strikers y Argentino de Quilmes donde se retiró.
En su primera etapa como suplente de José Luis Chilavert, integró planteles del Club Atlético Vélez Sarsfield que obtuvieron dos títulos locales y cuatro internacionales. Luego de su paso por Boca Juniors en 1996, alternó en distintos equipos para finalmente abandonar el futbol profesional. Terminada su carrera, trabajó en un kiosco en Ramos Mejía, para luego incursionar en la música reggae -producto de su adhesión al movimiento rastafari- bajo el seudónimo de "Jah Sandro", y dedicarse a la quiropraxia clínica y a la acupuntura ortopédica en el Instituto Estar Bien de Morón.[cita requerida]

## Carrera deportiva

### Vélez Sarsfield
Hizo su aparición en el Fútbol argentino a mediados de 1994 cuando ofició de reemplazo al habitual guardametas José Luis Chilavert. En esta institución mostró su mejor nivel, no accediendo a la titularidad solo por tener delante a Chilavert, quien para aquel entonces era un jugador irremplazable. Así y todo, cada vez que ingresó se mostró como una opción segura de recambio. En esta etapa se coronó campeón de la Copa Libertadores y de la Copa Intercontinental, ambas en 1994, así como el Torneo Apertura 1995 y el Torneo Clausura 1996.

### Boca Juniors
Llegó a mediados de 1996, recién consagrado campeón en Vélez. En un principio se esperaba que Guzmán fuera suplente del experimentado portero Carlos Navarro Montoya, sin embargo, la mala relación de este último con el entrenador llevaron a Sandro a la titularidad del arco Xeneize. Su primera actuación fue en un amistoso frente a Olimpia, el 30 de agosto de 1996, el partido terminaría igualado en 1. Su debut oficial llegó el 24 de noviembre de ese mismo año en la victoria 6 a 0 sobre Huracán. Ocupó el arco hasta el final del irregular torneo, ya no mostrándose tan seguro. A comienzos de 1997, con la llegada de Roberto Abbondanzieri de la mano del nuevo entrenador Héctor Veira, Guzmán se vio nuevamente relegado al banco de suplentes. Sin embargo, recobró la confianza del entrenador, haciéndose nuevamente del puesto y aquí es donde su carrera comenzó a desmoronarse. El 24 de marzo de 1997 estuvo en el arco el día que River Plate remontó un 0-3 en el Monumental. El 19 de mayo de 1997, en el partido entre Boca y Banfield sorprendió negativamente a todo el mundo con una salida en falso que paralizó los corazones boquenses. El 1 de junio de 1997, cuando Boca enfrentó en su casa al Deportivo Español, el ex Vélez dio un concierto de errores en 45 minutos. Notablemente nervioso, salió en falso en varias oportunidades, dio rebotes inexplicables y generó pánico en las tribunas. Ante tales fallas y por el notable nerviosismo del portero, Héctor Veira decidió reemplazarlo por Abbondanzieri en el entretiempo, lanzando una de las frases más resonantes en la historia del fútbol argentino: “te saqué para protegerte”. Boca perdió 3-1. No volvió a ocupar el arco de Boca en torneos oficiales. Su último encuentro en el Xeneize fue el 21 de agosto de 1997 en un amistoso con triunfo 2-0 sobre Cerro Porteño. Quedaría, finalmente, en libertad de acción al finalizar el año.[cita requerida]

### Deportivo Español
Para mediados de 1997 pasó a Deportivo Español, a efectos de jugar el Torneo Apertura de aquel año. Integró un equipo poco cohesionado, con muchos otros jugadores que, como él, sólo estuvieron esos 6 meses en la institución. Una particularidad de ese equipo fue que los jugadores usaron dorsales poco habituales para la posición de cada jugador. Así, Sandro vistió el dorsal 10, mientras que el delantero Silvio Carrario usó el dorsal 1, entre otros. En su único semestre en el club recibió 34 goles en 15 partidos. Deportivo Español terminó descendiendo a la segunda división para no volver a ascender hasta el día de la fecha. A fines de diciembre de ese año Guzmán rescindió su contrato y también se despidió de la Primera División, apenas un año después de ser contratado por Boca.

## Clubes
| Club                 | País           | Año       | PJ |
| -------------------- | -------------- | --------- | -- |
| Vélez Sarsfield      | Argentina      | 1994-1996 | 16 |
| Boca Juniors         | Argentina      | 1996-1997 | 18 |
| Deportivo Español    | Argentina      | 1997      | 15 |
| All Boys             | Argentina      | 2000-2001 | 12 |
| Atlético Tucumán     | Argentina      | 2001      | 12 |
| Miami Strikers       | Estados Unidos | 2002      | 0  |
| Argentino de Quilmes | Argentina      | 2003      | 0  |

## Palmarés

### Campeonatos nacionales
| Título           | Club            | País      | Año    |
| ---------------- | --------------- | --------- | ------ |
| Primera División | Vélez Sársfield | Argentina | A-1995 |
| Primera División | Vélez Sársfield | Argentina | C-1996 |

### Campeonatos internacionales
| Título                       | Club            | Sede         | Año  |
| ---------------------------- | --------------- | ------------ | ---- |
| Copa Libertadores de América | Vélez Sársfield | São Paulo    | 1994 |
| Copa Intercontinental        | Vélez Sársfield | Tokio        | 1994 |
| Copa Interamericana          | Vélez Sársfield | Buenos Aires | 1996 |

- Datos: Q16628631